# Wilkes County 200 1952
Wilkes County 200 1952 var ett stockcarlopp ingående i  Nascar Grand National Series (nuvarande Nascar Cup Series) som kördes 30 mars 1952 på den 0,625 mile (1,005 km) långa ovalbanan North Wilkesboro Speedway i North Wilkesboro, North Carolina. Totalt avverkades 125 miles (201,168 km) fördelat på 200 varv. Banunderlaget var dirt. Loppet vanns av Herb Thomas i en Hudson Hornet på tiden 2:08.00 körande för sitt eget team Herb Thomas Racing. Thomas snitthastighet var 58,597 mph. Thomas som startade från Pole position ledde samtliga 200 varv från start till mål med ett varvs marginal före tvåan Fonty Flock. Prispotten uppgick till 3 550 dollar, varav 1 000 dollar gick till segraren..

## Resultat
| Plc     | Nr   | Förare            | Team/ bilägare    | Konstruktör | Start | Körda Varv | Ledda varv |
| ------- | ---- | ----------------- | ----------------- | ----------- | ----- | ---------- | ---------- |
| 1       | 92   | Herb Thomas       | Herb Thomas       | Hudson      | 1     | 200        | 200        |
| 2       | 14   | Fonty Flock       | Frank Christian   | Oldsmobile  | i.u.  | 199        | 0          |
| 3       | 2    | Bill Blair        | George Hutchens   | Oldsmobile  | i.u.  | 199        | 0          |
| 4       | 72   | Donald Thomas     | Doug Meeks        | Ford        | i.u.  | 199        | 0          |
| 5       | 126  | Dave Terrell      | Dave Terrell      | Plymouth    | i.u.  | 199        | 0          |
| 6       | 53   | Neil Cole         | Neil Cole         | Plymouth    | i.u.  | i.u.       | 0          |
| 7       | 17   | Buddy Shuman      | Buddy Shuman      | Ford        | i.u.  | 175        | 0          |
| 8       | 60   | Jim Paschal       | Julian Buesink    | Ford        | i.u.  | 165        | 0          |
| 9       | 42   | Lee Petty         | Petty Enterprises | Plymouth    | i.u.  | 142        | 0          |
| 10      | i.u. | Otis Martin       | i.u.              | Buick       | i.u.  | 137        | 0          |
| 11      | 82   | Joe Eubanks       | Phil Oates        | Oldsmobile  | i.u.  | 122        | 0          |
| 12      | 199  | Leonard Tippett   | Leonard Tippett   | Hudson      | i.u.  | 108        | 0          |
| 13      | i.u. | Shorty Gibbs      | Shorty Gibbs      | Ford        | i.u.  | 76         | 0          |
| 14      | 128  | Charles Gattilia  | Charles Gattilia  | Studebaker  | i.u.  | 69         | 0          |
| 15      | 89   | Buck Baker        | B.A. Pless        | Hudson      | 2     | 68         | 0          |
| 16      | 6    | Marshall Teague   | Marshall Teague   | Hudson      | i.u.  | 57         | 0          |
| 17      | i.u. | Bobby Courtwright | Bobby Courtwright | Oldsmobile  | i.u.  | 47         | 0          |
| 18      | 88   | Frankie Schneider | Clark-Warwick     | Oldsmobile  | i.u.  | 40         | 0          |
| 19      | 22   | Perk Brown        | R.G. Shelton      | Hudson      | i.u.  | 39         | 0          |
| 20      | 41   | Curtis Turner     | John Eanes        | Hudson      | i.u.  | 35         | 0          |
| 21      | 91   | Tim Flock         | Ted Chester       | Hudson      | i.u.  | 26         | 0          |
| 22      | 24   | Jimmie Lewallen   | J.O. Goode        | Plymouth    | i.u.  | 26         | 0          |
| 23      | 120  | Dick Rathman      | Walt Chapman      | Hudson      | i.u.  | 20         | 0          |
| 24      | i.u. | Harold Mays       | Harold Mays       | Chrysler    | i.u.  | 1          | 0          |
| Källor: |      |                   |                   |             |       |            |            |